# Chang Bhakar

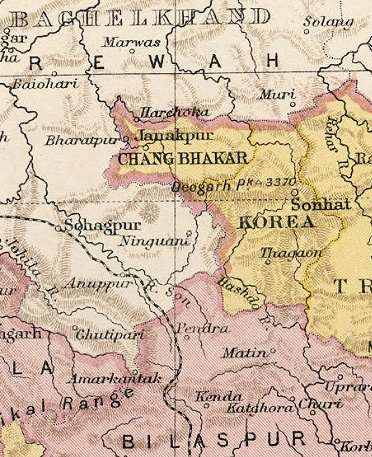
Mapa del nomenclàtor imperial de l'Índia

Chang Bhakar fou un estat tributari protegit de l'Índia a les Províncies Centrals, subprovíncia de Chota Nagpur. La capital era Bharatpur a la vora del riu Banas a 3 km al nord-oest de Janakpur amb una població el 1901 de 635 habitants. La superfície de l'estat era de 2.341 km². Hi havia 117 pobles i la població era de 18.526 habitants el 1891 i de 19.548 el 1901. La muntanya més alta era el Murergarh de 938 metres i altres 32 muntanyes superaven els 620 metres. Els rius principals eren el Banas, Bapti i Neur. A Harchoka hi ha roques gravades, i restes d'antics temples a Chataonda i Bhagwanpur.
El sobirà o raja duia el títol de bhaiya. Antigament fou vassall del Principat de Korea, el raja del qual, Sawal Sahi Deo, el va concedir com a zamindari el 1790 a un parent. Després de patir atacs marathes al segle XVIII i pindaris als primera anys del segle xix, el sobirà va cedir 8 pobles fronterers a nobles rajputs de Rewa, per obtenir la seva ajuda contra aquestos atacs. El 1819 va quedar sota protectorat britànic però com a feudatari de Korea però el 1848 fou declarat estat separat. El 1899 li fou concedit un sanad que fou ratificat el 1905 amb els canvis de jurisdicció; el tribut fou fixat per 20 anys en 387 rúpies a l'any; els zamindaris din l'estat pagaven el tribut al sobirà.
Fins al 1905 formà part dels estats de Chota Nagpur, subprovíncia de Bengala. Després va passar a les províncies Centrals. Vers el 1946, el bhaiya Pratap Singh va arribar a la majoria d'edat i va traslladar la capital a Janakpur.

## Llista de sobirans
- Raja Gajragh Singh Deo vers 1790-?
- Lal Man Singh ?-1865
- Bhaiya Balbhadra Singh 1865-?
- Un successor desconegut
- Bhaiya Mahabir Singh abans de 1901-1930
- Bhaiya Krishna Pratap Singh Deo 1930-1948